# جامعة كرري
جامعة كرري جامعة حكومية سودانية، مقرها مدينة أم درمان بولاية الخرطوم، السودان. تأسست عام 1996 كجامعة عامة بتمويل من وزارة التعليم العالي والبحث العلمي
في عام 2011 احتلت الجامعة المرتبة 10،494 على مستوى العالم والرابعة في السودان بعد جامعة الخرطوم وجامعة السودان للعلوم والتكنولوجيا وجامعة الرباط الوطنية ومتقدمة عن جامعة إفريقيا الدولية.

## تاريخ
أُنشئت بناءً على القرار الجمهوري رقم (266) لسنة 1994م بتاريخ 28 أغسطس 1994م وأجاز المجلس الوطني قانونها في العام 1996م من ثم عدل قانون الأكاديمية لتصبح جامعة كرري لتستوعب بقية الكليات العسكرية في جامعة عسكرية، بعد ضبط البرامج التي تقدمها لتستوفي مستويات التعليم العالي على غرار المستويات الجامعية المتعارف عليها محليا وعالميا. أجاز المجلس الوطني قانون جامعة كرري في جلسته رقم (27) دورة الانعقاد الخامس بتاريخ 7 محرم 1429 ھ الموافق 16 يناير 2008م وتم توقيع القانون بواسطة السيد رئيس الجمهورية القائد الأعلى للقوات المسلحة راعي الجامعة في 18 فبراير 2008م
جامعة كرري هيئة علمية ذات صبغة عسكرية ذات شخصية اعتبارية مقرها الرئيسي ولاية الخرطوم. تتبع للجامعة كليات ومدارس ومعاهد ومراكز ووحدات متخصصة لتدريب وتأهيل كوادر متخصصة لخدمة مختلف مجالات العلوم العسكرية والمهنية والإنسانية والتقنية.

## عن الجامعة
- المعالم

تذخر جامعة كرري بالعديد من المعالم البارزة الخاصة بالجامعة مثل استاد التخريج في كلية الهندسة وكلية العلوم الإدارية إضافة إلى العديد من المساحات الخضراء الموجودة في الجامعة وكذلك المكتبة الرئيسية  والمساجد الموجودة في كل كليات الجامعة. علاوة على ذلك فإن كلية الهندسة وكلية العلوم الإدارية واللغات أصلا تم إنشاؤها في منطقة كرري  الشهيرة في التاريخ السوداني. والتي تعد واحدة من المناطق والمعالم البارزة في الوجدان والتاريخ السوداني.
- المجمعات

تنتشر الجامعة في أربعة مجمعات رئيسية:ـ
1. مجمع بانت

ويحتوي على:-
- إدارة الجامعة.
- الشئون العلمية.
- كلية الطب الجراحة.
- كلية المختبرات الطبية.
- كلية الصيدلة.
- كلية التمريض والعلوم الصحية.
- كلية طب الفم والاسنان.
- كلية الأشعة.

1. مجمع خور عمر:-

يقع مجمع خور عمر في أم درمان - منطقة كرري ويحتوي على مركز للقاعات الدراسية والملاعب والمساحات الخاصة بالطلاب المدنيين التابعين لكليات الهندسة، علوم الحاسوب ومدرسة العلوم الإدارية ومدرسة اللغات.
يحتوي المجمع أيضا على إدارة عمادة شئون الطلاب وتبلغ مساحة مجمع خور عمر حوالي 700000 متر مربع.
1. مجمع كلية الهندسة :-

يقع مجمع كلية الهندسة في أم درمان منطقة / كرري ويحتوى على إدارة كلية الهندسة بالإضافة للقاعات الدراسية والورش والمعامل الخاصة بكلية  الهندسة بأقسامها المختلفة.
1. مجمع الكلية الحربية:-

يقع مجمع الكلية الحربية في منطقة أم درمان منطقة / كرري ويحتوي على الكلية الحربية السودانية
1. مجمع كلية الدراسات البحرية:-

يقع المجمع في مدينة بورتسودان ويحتوي على كلية  الدراسات البحرية وبعض المراكز التابعة لها.
1. مجمع كلية الطيران:-

يقع المجمع في مدينة بورتسودان ويحتوي على كلية الطيران وبعض المراكز التابعة لها.

## الرؤية
أن تعمل الجامعة على استغلال طابعها العسكري لتتميز به على غيرها من خلال برامجها الدراسية وأبحاثها وقضاياها التي تهتم بها،  بالإضافة إلى استيعاب الطلاب المدنيين في كل التخصصات.

## إدارة الجامعة
تتمثل إدارة الجامعة في مدير الجامعة أ. د. الامين حسين محمد المهدي ونائبالمدير ووكيل الجامعة وعدد من العمداء الكليات

## الكليات
بدأت الجامعة بصورتها الجديدة في العام 2008م ليتم تحويل أكاديمية كرري إلى ما يعرف الآن بجامعة كرري،  وتتكون من الكليات والمعاهد الآتية:
- كلية الهندسة.
- كلية العلوم الإدارية واللغات (الكلية الحربية).
- كلية الطب والجراحة.
- كلية طب الفم والأسنان.
- كلية المختبرات الطبية.
- كلية التمريض وتقنية العلوم الصحية.
- كلية علوم الأشعة.
- كلية التقنية.
- كلية الدراسات البحرية.
- كلية علوم الطيران.
- كلية الصيدلة.
- كلية علوم الحاسوب وتقانة المعلومات
- كلية الدراسات العليا.[4]

## الأهداف الإستراتيجية
تهدف الجامعة إلى تحقيق:
1. تحقيق الموازنة بين العلوم التطبيقية والعلوم الإنسانية.
2. إعداد البرامج الدراسية ذات المستويات الراقية التي تلبي حاجة عصرها لمنح الدرجات الجامعية العلمية بمستوياتها المختلفة في تخصصات العلوم العسكرية والمهنية والإنسانية والتقنية.
3. استيعاب تخصصات أكاديمية وتقنية دقيقة ومتنوعة تغطي الحاجات الآنية والمستقبلية لكافة أفرع وتشكيلات القوات المسلحة والصناعة الحربية.
4. استيعاب أعداد مقدرة من الطلبة الحربيين والتقنيين بمختلف الكليات بالقدر الذي يلبي الحاجة المستقبلية للقوات المسلحة والتصنيع الحربي من الكوادر العسكرية الإدارية والفنية والهندسية والصحية والتقنية.
5. تأصيل العلوم والمعارف والاهتمام بالترجمة والتأليف والنشر.
6. استغلال إمكانيات الجامعة من أساتذة وطلاب وبرامج ومعامل وغيرها خدمة للبحث العلمي الذي يهدف لدراسة كافة القضايا البحثية في البلاد وخاصة ما يتعلق بمجتمع وبيئة القوات المسلحة والصناعة الحربية.
7. مواكبة ثورة الاتصالات والمعلومات والاستخدام الأوسع والمتطور لتقنية المعلومات واستغلالها لخدمة العملية التدريسية زيادة للتحصيل.
8. بناء وتطوير قدرات أعضاء هيئة التدريس وتدريب القوي العاملة المؤهلة القادرة علي التواصل مع المعارف المختلفة.
9. ابتداع مصادر تمويل ذاتي للجامعة تشمل تسويق البحوث التطبيقية والخدمات الاستشارية.

## مجالس الجامعة
- تنفذ الجامعة أهدافها وأغراضها عبر المجالس التالية:

1. مجلس الجامعة
2. المجلس العلمي
3. مجلس العمداء والإدارات
4. مجلس الدراسات العليا
5. مجلس تنسيق الدراسات العليا
6. مجالس الكليات
7. مجالس الأقسام

## وصلات خارجية
- الموقع الرسمي لجامعة كرري
- الرسمي لوزارة التعليم العالي
- خريطة الجامعة